# パソコン検定 文書・表計算試験
パソコン検定 文書・表計算試験（パソコンけんてい ぶんしょ・ひょうけいさんしけん）とは、財団法人全日本情報学習振興協会が主催する検定試験である。

## 概要
当検定試験は、マイクロソフト製アプリケーションソフトMicrosoft OfficeのWord、Excelを用いたビジネス文書作成能力を測定する、パソコンの検定試験である。

同一内容の試験として、同じく全日本情報学習振興協会が実施する検定試験であるパソコン技能検定Ⅱ種試験があるが、同検定試験で採用しているCBTがWindows XPのみに対応するシステムであるため、Windows Vista以降のOSを使用する試験会場でも試験実施を可能とするべく当検定試験が始まった、という背景がある。

## 試験内容
試験科目は実技試験のみで、回答はパソコン上で行う。

先に述べた通り、CBTを使用せず、問題用紙に記載された指示に回答していく形式を採っている。

各級の試験内容は以下の通りとなる。

### 1級
文書処理課題
図表・画像の貼りつけを含んだ文書作成
表計算・データベース課題
3級・2級の内容をベースに表引き・検索抽出した表作成、ピボットテーブル等の高度なデータ処理
グラフ課題
棒・線・円・積み重ね・散布図等のグラフ作成

### 2級
文書処理課題
図表を含んだ文書作成
表計算・データベース課題
3級の内容をベースに縦横合計・平均・条件判断の利用等やや高度なデータ処理
グラフ課題
棒・線・円・積み重ねグラフ作成

### 3級
文書処理課題
簡単な図表を含んだ文書作成
表計算・データベース課題
縦横合計と平均などの簡単なデータ集計
グラフ課題
棒・線グラフ作成
試験時間は、1級が90分、2・3級が60分であり、いずれの級も、100点満点中70点以上を取得すれば合格、資格認定となる。

## 試験会場・期日
全日本情報学習振興協会の認定会場（パソコン教室）にて受験ができる。

試験日程は、主に偶数月（2月、4月、6月、8月、10月、12月）の上旬に設定されており、年6回の開催となる。

## 使用機器・ソフト
試験に用いるOSおよびMicrosoft Officeは以下の通りである（2012年7月現在）。

使用する機器、ソフトは認定会場ごとに異なるため、受験予定の会場に事前に確認をとることが望ましい。
| 機器・ソフト     | バージョン                                    |
| ---------------- | --------------------------------------------- |
| OS               | Windows XP、Windows Vista、Windows 7          |
| Microsoft Office | 2003、2007、2010（いずれもWord、Excelが必要） |

先に述べた通り、パソコン技能検定Ⅱ種試験で採用しているCBTを使用しないため、Windows Vista以降でも試験実施が可能となっている。

## 合格者の特典
2級以上合格者は、全日本情報学習振興協会主催のパソコンインストラクター資格認定試験の受験資格を得る。但し、同検定を受験する条件として、申込時点で年齢が満20歳以上であることが必須となる。

## 参考書籍
試験対策用のテキスト及び過去問題集は、情報学習新聞社ホームページ上にて購入できる。

Microsoft Office 2003対応版と2010対応版が発行されているので、使用するMicrosoft Officeのバージョンに合わせたテキストで試験対策を行うのが望ましい（2007で受験する場合、機能が近い2010対応版を使用されたい）。
- 『Wordトレーニング 1』 ISBN 978-4-905143-10-9
- 『Wordトレーニング 2』 ISBN 978-4-905143-11-6
- 『Wordトレーニング 3』 ISBN 978-4-905143-12-3
- 『Excelトレーニング 1』 ISBN 978-4-905143-13-0
- 『Excelトレーニング 2』 ISBN 978-4-905143-14-7
- 『Excelトレーニング 3』 ISBN 978-4-905143-15-4

試験対策用の過去問題は販売されていないが、同一内容のパソコン技能検定Ⅱ種試験の過去問題をこれに充てることで対応できる。

なお、こちらも情報学習新聞社のみでの販売となる（書籍ではなくCDでの販売）。